# Frankie Kazarian
Frank Benedict Gerdelman, meglio conosciuto come Frankie Kazarian (Palm Springs, 4 agosto 1977), è un wrestler statunitense sotto contratto con la Total Nonstop Action Wrestling.
È noto per aver lavorato nella Ring of Honor, dove ha detenuto tre volte il ROH World Tag Team Championship (due con Christopher Daniels e una con Scorpio Sky) e una volta il ROH World Six-Man Tag Team Championship (con Daniels e Sky) e con la Total Nonstop Action Wrestling, dove con i ring name Kazarian, Suicide e Kaz, ha detenuto cinque volte l'X Division Championship e tre volte il World Tag Team Championship (due con Christopher Daniels e una con Eric Young).
Ha inoltre lavorato in molte federazioni appartenente al circuito indipendente, ma ha lottato principalmente nella Pro Wrestling Guerrilla, dove ha detenuto per due volte il PWG World Championship. Tra il 2019 e il 2023 è stato sotto contratto con la All Elite Wrestling, dove è stato il primo AEW World Tag Team Champion, insieme a Scorpio Sky

## Carriera

### Circuito indipendente e WWE (1998-2006)

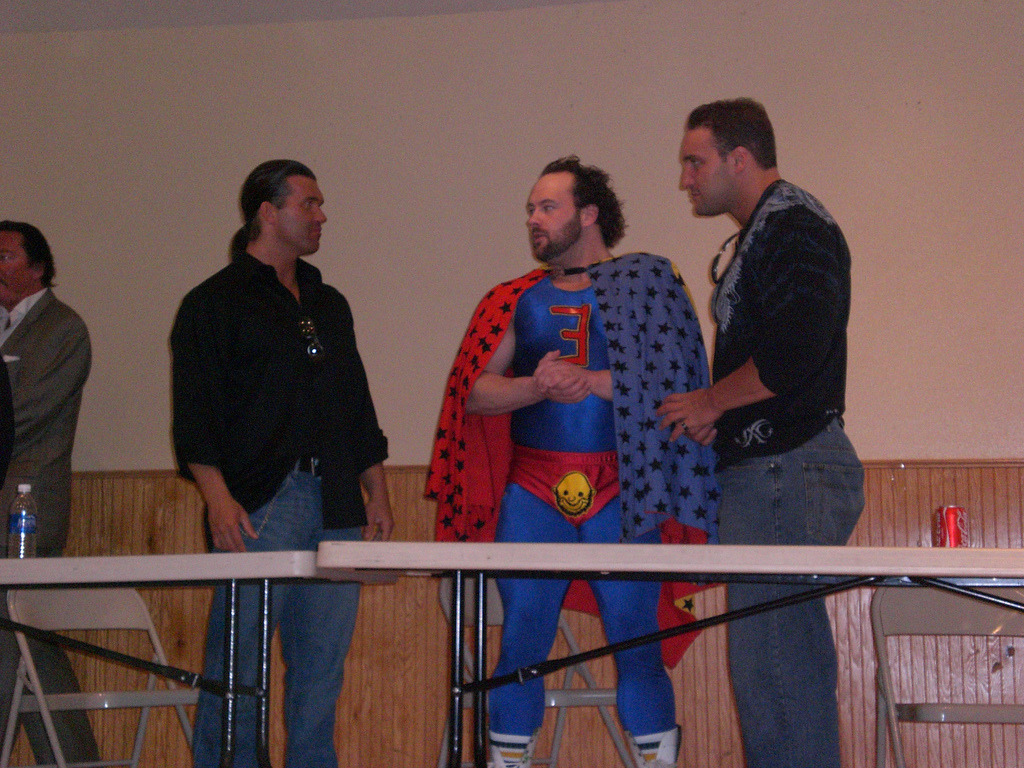
Kaz mentre discute con Chris Masters e Nick Dinsmore

Ha vinto numerosi titoli nel panorama indipendente e cinque volte l'X Division Championship di cui uno nelle vesti di Suicide.
Nella sua breve parentesi in WWE, durata quattro mesi, ha combattuto tre volte per sconfiggere Scotty 2 Hotty, Funaki e Paul London, prima di decidere di lasciare la federazione per incomprensioni con la dirigenza.

### Total Nonstop Action Wrestling (2006-2019)
Tornato nella TNA, sul finire del 2006 come heel, entrò a far parte della stable di Raven, i Serotonin, assieme a Martyr e Havok, con il nome Kaz. L'esperimento Serotonin però si rivelò un fallimento. Fu il primo dei componenti del gruppo a ribellarsi a Raven, staccandosi definitivamente dalla stable il 12 luglio 2007, diventando face e tornando ad assumere come ring name Kazarian, ed aprendo un feud con il gruppo e con il suo leader . La rivalità si trascinò fino a Hard Justice 2007, in un match che fu vinto da Kazarian su Raven.

#### Suicide (2008-2010)

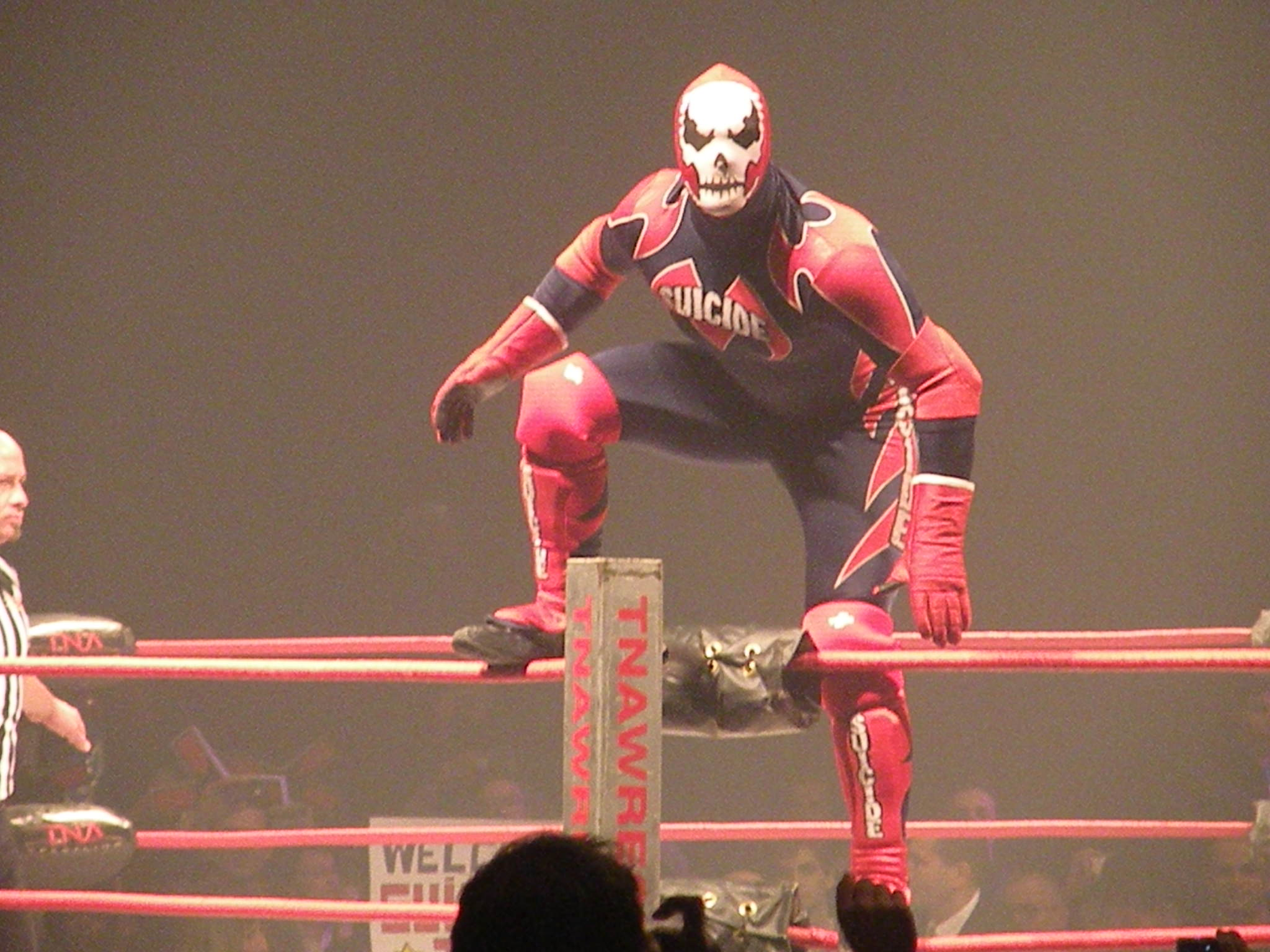
Kazarian nei panni di Suicide nel gennaio 2010

Dopo un periodo d'assenza a causa di un infortunio (nelle storyline disse di voler lasciare il wrestling a causa di una serie di sconfitte subite), segna il suo ritorno al Pay Per View Final Resolution il 7 dicembre 2008 con la gimmick di Suicide, ispirata al personaggio omonimo apparso nel videogame ufficiale della TNA ed attaccando i Motor City Machineguns (Chris Sabin e Alex Shelley) saliti in precedenza sul ring per protestare contro Jim Cornette.
Sempre nei panni di Suicide, durante il Pay per view di Destination X conquista il suo terzo titolo dell'X-Division Championship; titolo che perderà qualche settimana dopo durante un combattimento contro Homicide.
La sua ultima apparizione come Suicide avviene l'11 febbraio 2010, dove perde un match contro Matt Morgan valido per la qualificazione di un otto Card Stud Tournament ed infine, anche la stessa gimmick di Suicide viene cancellata da Hulk Hogan, nuovo GM della TNA, a cui non piaceva.

#### Il ritorno di Kaz e varie faide (2010-2012)

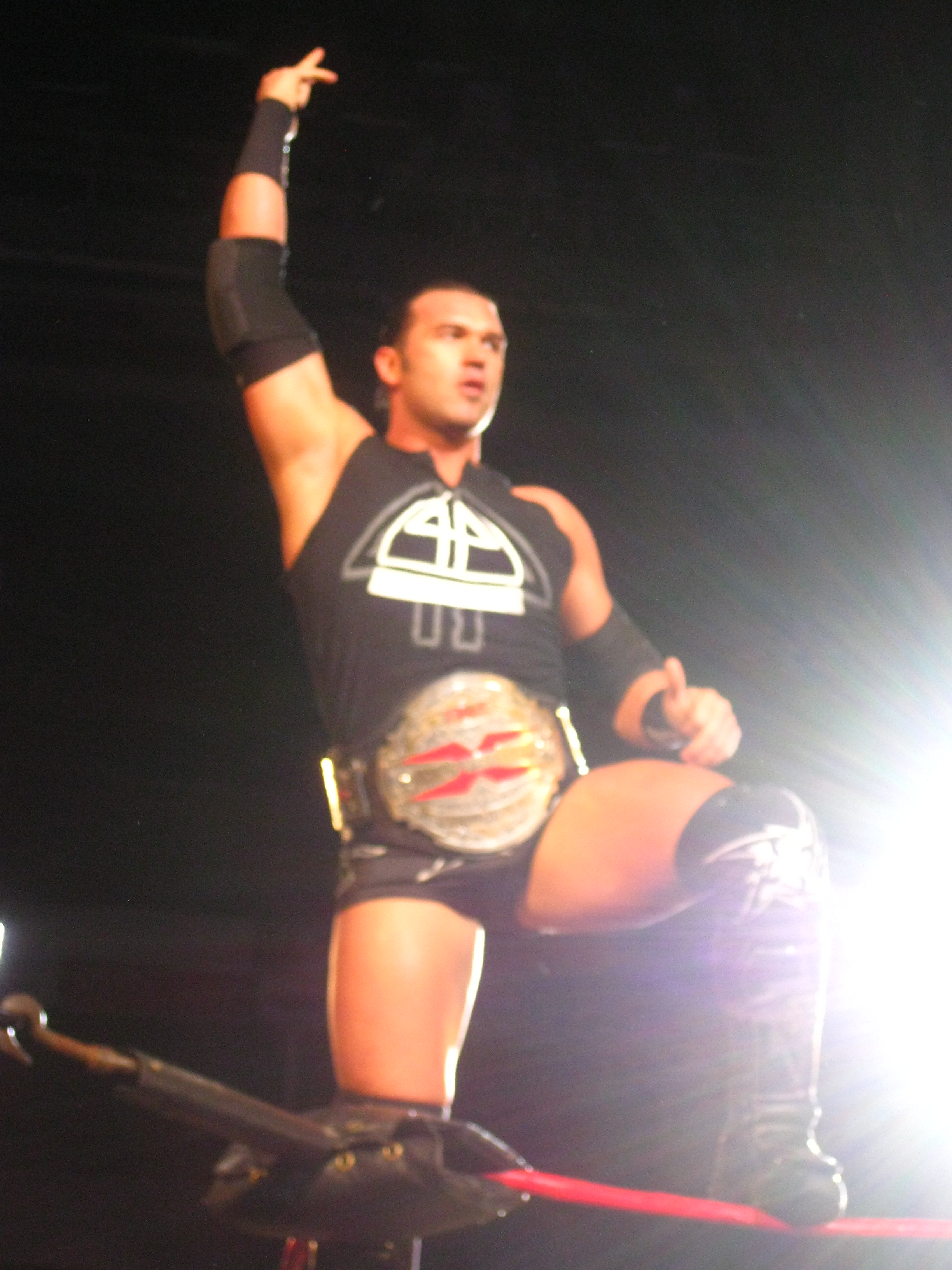
Kazarian rappresenta il team Fortune, vincitore del TNA X Division Championship.

Riassumendo il ring name di Kazarian, il 18 febbraio 2010 forma un tag team di quattro wrestler con Amazing Red ed i Generation Me (i fratelli Matt e Nick Massie) per sconfiggere, in un match tra otto wrestler, il campione dell'X Division i Doug Williams a sua volta affiancato dai Motor City Machineguns e Brian Kendrick.
Al Lockdown conquista il TNA X Division Championship per la quarta volta.
Successivamente a TNA Sacrifice perde il titolo in favore di Duoglas Williams. Dopo ciò effettua un turn heel, quando durante la X Division Battle Royal approfitta dell'aiuto di Ric Flair per vincere. In seguito tra i due si formerà un'alleanza. A TNA Slammiversary VIII, affronterà Kurt Angle. Al PPV, Kazarian viene sconfitto. Nella puntata di iMPACT! successiva al PPV, entra a far parte del team Fortune, capitanato da Ric Flair. Al TNA Genesis vince per la quinta volta il TNA X Division Championship contro Jay Lethal. Durante la puntata di iMPACT! del 3 febbraio insieme al resto dei Fortune effettua un Turn Face, aiutando Mr. Anderson a sconfiggere Jeff Hardy. Ad Against All Odds sconfigge Robbie E mantenendo la corona X-Division. Al Victory Road mantiene ancora la corona battendo Robbie E ed i Generation Me in un Ultimate X. Al Lockdown successivo, il team Fortune (dove Kazarian è compreso) sconfigge il team Immortal. Al Sacrifice mantiene il titolo contro Max Buck. Nella puntata di iMPACT! del 19 maggio perde il titolo X-Division contro Abyss. A Slammyversary IX ebbe la rivincita, ma vinse ancora Abyss, però nel match era compreso anche Brian Kendrick. A Destination X sconfigge Samoa Joe.
Ad Hardcore Justice, il trio formato tra lui, AJ Styles e Christopher Daniels sconfigge Abyss, Scott Steiner e Gunner.
Nei primi mesi del 2012 crea un'alleanza con Christopher Daniels per combattere AJ Styles. A Sacrifice sconfigge insieme al compagno Christopher Daniels Samoa Joe e Magnus vincendo il TNA World Tag Team Championship.A Slammyaniversary però il duo perde i titoli contro la coppia Angle-Styles salvo poi riconquistarli qualche giorno dopo. A fine match viene reso conto che il tag team si chiamerà The World Tag Team Champions of the World . Finita la Storyline con la Dixie Carter il team pensa alla loro collaborazione, continuando comunque la rivalità con A.J. e Angle.

### Ring of Honor
Dopo aver debuttato forma un tag team con Christopher Daniels con il nome "The Addiction". Nel marzo 2015 vincono i titoli di coppia battendo i reDRagon.

### All Elite Wrestling (2019-2023)
Debutta nel primo pay-per-view della federazione Double or Nothing con la stable SCU assieme a Christopher Daniels e Scorpio Sky, imponendosi con un buon team.
Insieme a Scorpio Sky partecipa al torneo per l'assegnazione del titolo di coppia e i due riecono ad imporsi vincendo i titoli.

## Vita privata
Il 7 gennaio 2010 ha sposato la collega Traci Brooks.

## Personaggio

### Mosse finali
- Wave Of The Future (Bridging Wrist Lock Electric Chair Drop)
- Bicycle Kick

### Soprannomi
- "The Elite Hunter"
- "The Future"
- "The Heavy Metal Rebel"

## Titoli e riconoscimenti
- All Elite Wrestling

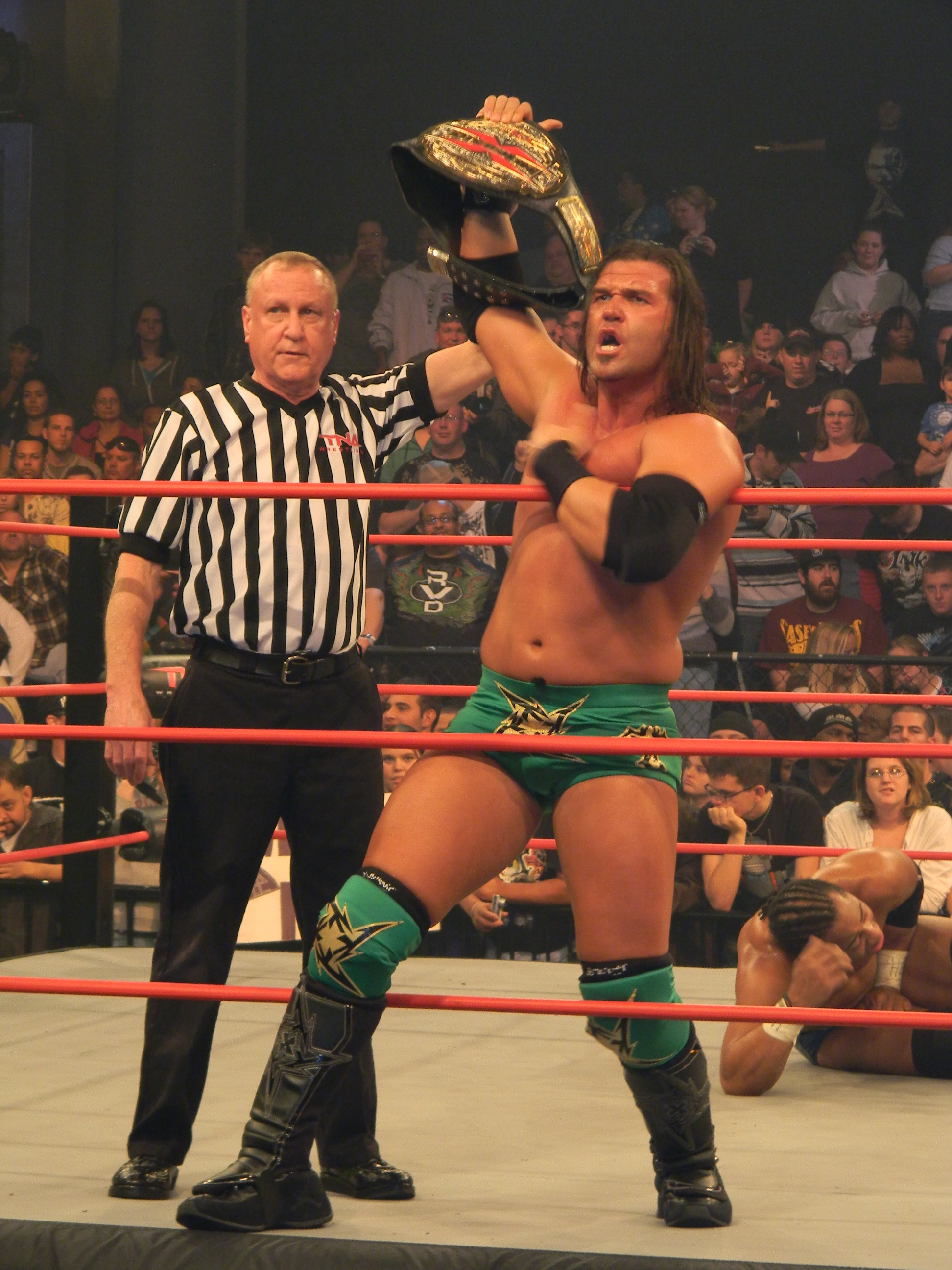
Kazarian è un cinque volte TNA X Division Champion (il suo terzo regno è stato come Suicide)

  - AEW World Tag Team Championship (1) – con Scorpio Sky[18]
- Big Time Wrestling
  - BTW Tag Team Championship (1) – con Jason Styles[19]
- California Wrestling Coalition
  - CWC Heavyweight Championship (1)
  - CWC Tag Team Championship (1) – con Iron Eagle
- Cauliflower Alley Club
  - Future Legends Award (2005)[3]
- DDT Pro-Wrestling
  - Ironman Heavymetalweight Championship (1) – con Christopher Daniels[20]
- East Coast Wrestling Alliance
  - ECWA Tag Team Championship (1) – con Nova[21]
- Empire Wrestling Federation
  - EWF Heavyweight Championship (1)[3]
  - EWF Tag Team Championship (1) – con Josh Galaxy[3]
  - EWF Hall of Fame[22]
- International Wrestling Coalition
  - IWC United States Championship (1)[23]
- Jersey All Pro Wrestling
  - JAPW Light Heavyweight Championship (1)[3]
  - JAPW New Jersey State Championship (1)[24]
- Millennium Pro Wrestling
  - MPW Heavyweight Championship (1)[25][26]
- Phoenix Championship Wrestling
  - PCW Television Championship (1)[27]
  - PCW Tag Team Championship (1) – con Nova[3]
- Primos Wrestling Canada
  - Primos Television Championship (1)
- Pro Wrestling Guerrilla
  - PWG World Championship (2)[14][15]
- Pro Wrestling Illustrated
  - 30º tra i 500 migliori wrestler singoli nella PWI 500 (2009)[28]
- Ring of Honor
  - ROH World Tag Team Championship (3) – con Christopher Daniels (2) e Scorpio Sky (1)[6][7][8]
  - ROH World Six-Man Tag Team Championship (1) – con Christopher Daniels e Scorpio Sky[9]
  - Honor Rumble (2017)
- Total Nonstop Action Wrestling
  - TNA X Division Championship (5)[3]
  - TNA World Tag Team Championship (3) – con Eric Young/Super Eric (1) e Christopher Daniels (2)[3]
  - X Division King of the Mountain (2008, 2009)[3]
  - Match of the Year (2003) vs. Chris Sabin e Michael Shane il 20 agosto 2003[29]
  - Memorable Moment of the Year (2003) - per il primo Ultimate X match[29]
- Ultimate Pro Wrestling
  - UPW Lightweight Championship (1)[3]
  - UPW Tag Team Championship 1) – con Nova[3]
  - UPW Tag Team Championship Tournament (2001) – con Nova[30]
- United States Xtreme Wrestling
  - UXW Xtreme Championship (1)[3]
- West Coast Wrestling Alliance
  - WCWA Heavyweight Championship (1)[31]
- Wrestling Observer Newsletter'
  - Tag Team of the Year (2012) - con Christopher Daniels[32]
  - Worst Worked Match of the Year (2006) - TNA Reverse Battle Royal ad Impact![33]